# Viburnum triplinerve
Viburnum triplinerve är en desmeknoppsväxtart som beskrevs av Hand.-mazz. Viburnum triplinerve ingår i släktet olvonsläktet, och familjen desmeknoppsväxter. Inga underarter finns listade i Catalogue of Life.